# Лауфен (замок, Швейцария)
Лауфен (нем. Schloss Laufen) — замок в муниципалитете Лауфен-Увизен, расположенный в северной части округа Андельфинген, винодельческом регионе на севере кантона Цюрих в Швейцарии.

## История
Первое задокументированное упоминание замка Лауфен относится к 858 году. Укрепления были родовой резиденцией баронов фон Лауфен, которые в свою очередь являлись вассалами епископства Констанц. Впрочем непосредственно управлял замком фогт.
После Старой Цюрихской войны владельцами замка стала семья фон Фулах.
В 1544 году замок приобрели власти Цюриха. Новые владельцы немедленно начали реконструкцию крепости. Именно в это время сложился современный облик Лауфена.

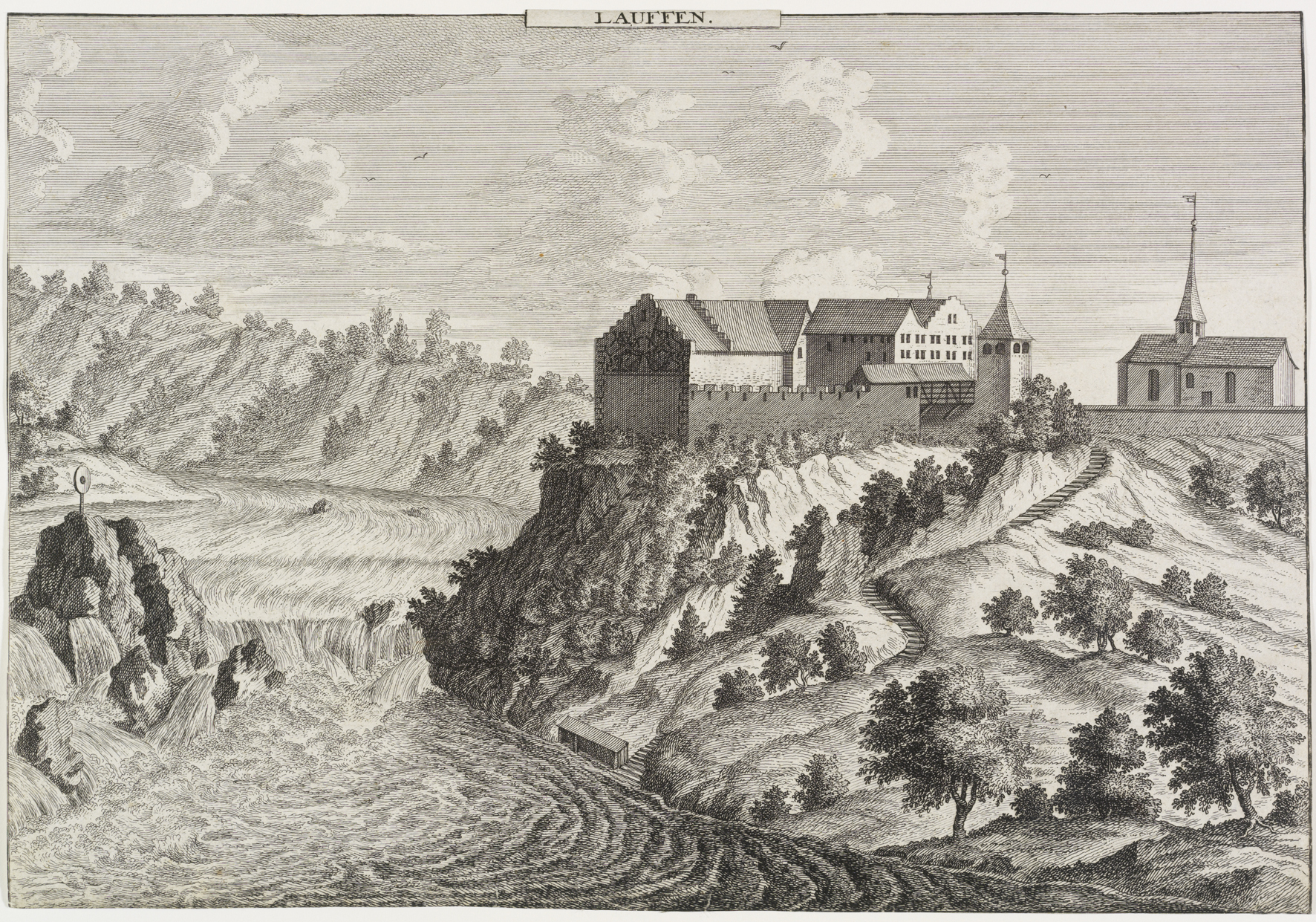
Замок Лауфен на грвавюре Давида Херрлибергера 1750 года

После вторжения французов в 1798 году и создания Гельветической республики вся прежняя феодальная система власти была изменена. Одновременно замок стал рассматриваться не как оборонительное сооружение, а как живописная резиденция.
С 1799 по 1804 год Йоханн Хайнрих Блёйлер-старший основал здесь свою художественную мастерскую. Его сын, Йоханн Людвиг Блёйлер, открыл здесь школу живописи. Блёйлеры в 1830 году стали главными арендаторами замка. А в 1845 году они сумели его выкупить.
Во время строительства железных дорог в скале под замком пробили туннель, где проложили рельсы ветки идущей вдоль левого берега Рейна.
В 1941 году замок Лауфен стал собственностью кантона Цюрих. В последующие годы здесь была проведена масштабная реконструкция.

## Современное использование
В настоящее время в замке работает ресторан и молодёжная гостиница. В северной части замка открыта выставочная экспозиция. Благодаря уникальному расположению замок стал популярным туристическим объектом.

## Расположение
Замок расположен на левом берегу Рейна на участке между Боденским озером и Базелем. Все постройки находятся на крутой скале над Рейнским водопадом. Из замка открываются впечатляющие виды на Рейн и водопад. В частности хорошо виден расположенный на другом берегу замок Вёрт. По тропинке можно спуститься вниз и посмотреть на водную стихию вблизи.

## Галерея

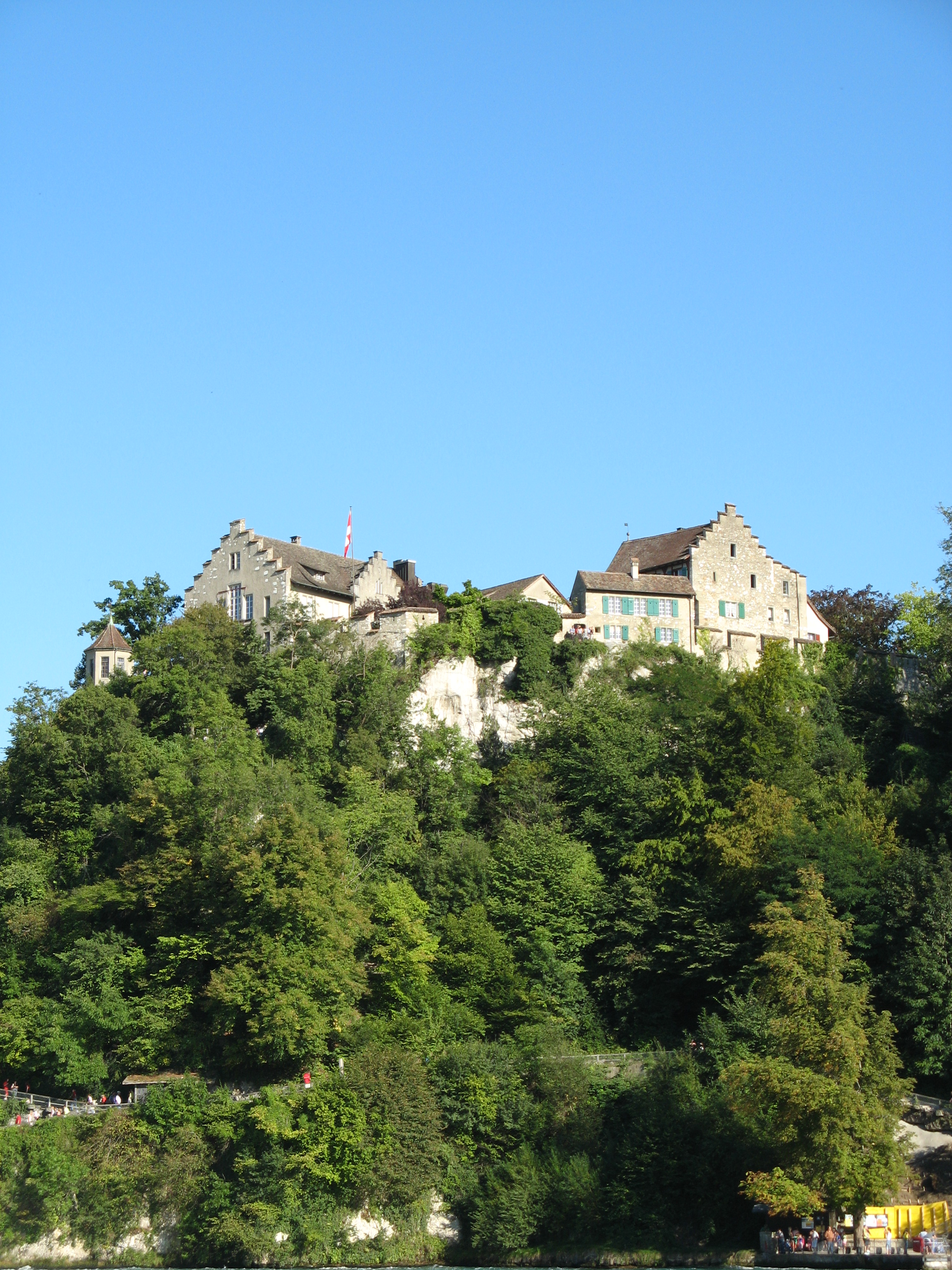
Вид замка Лауфен снизу
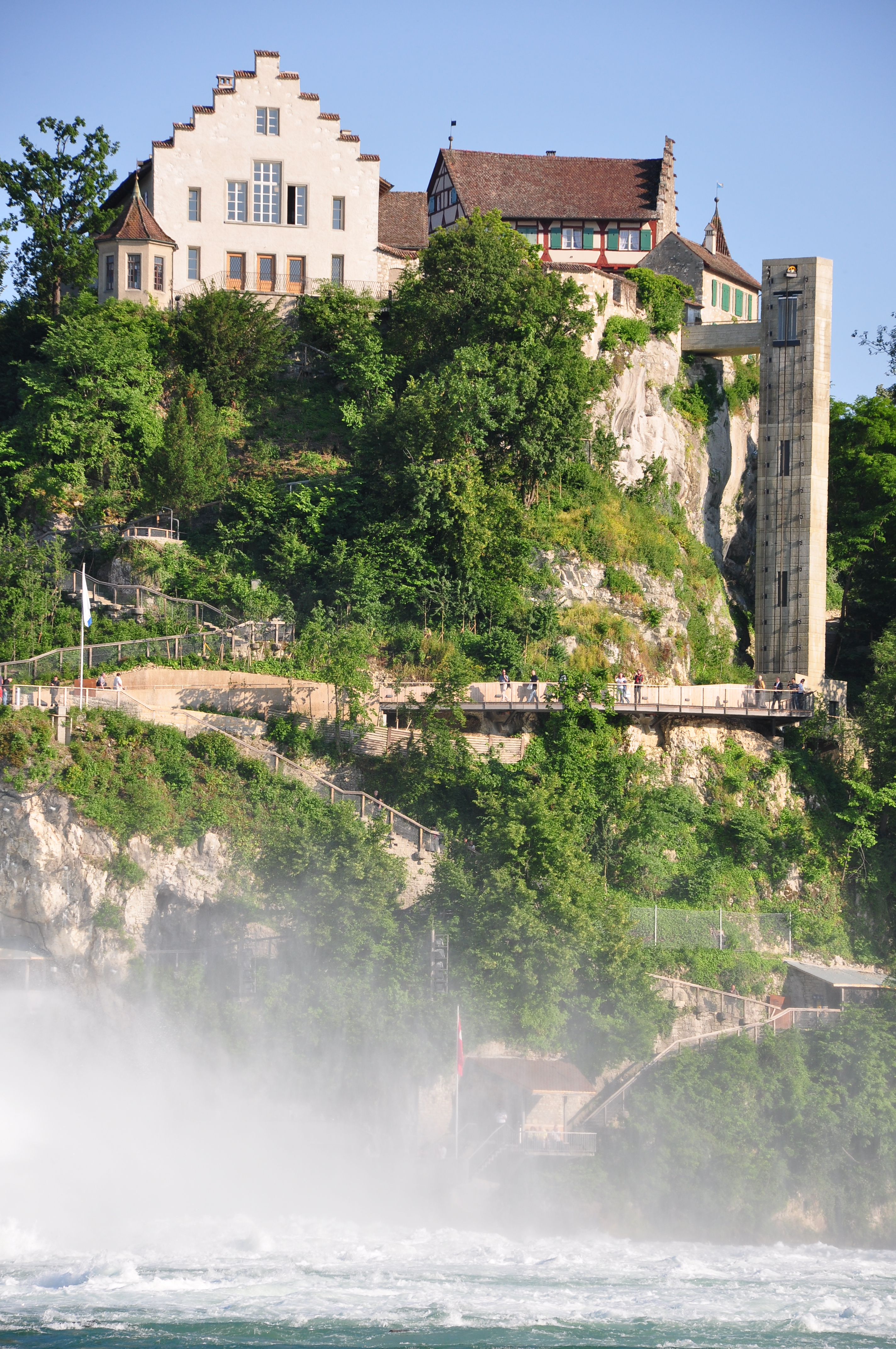
Тропа и лифт для спуска к водопадам
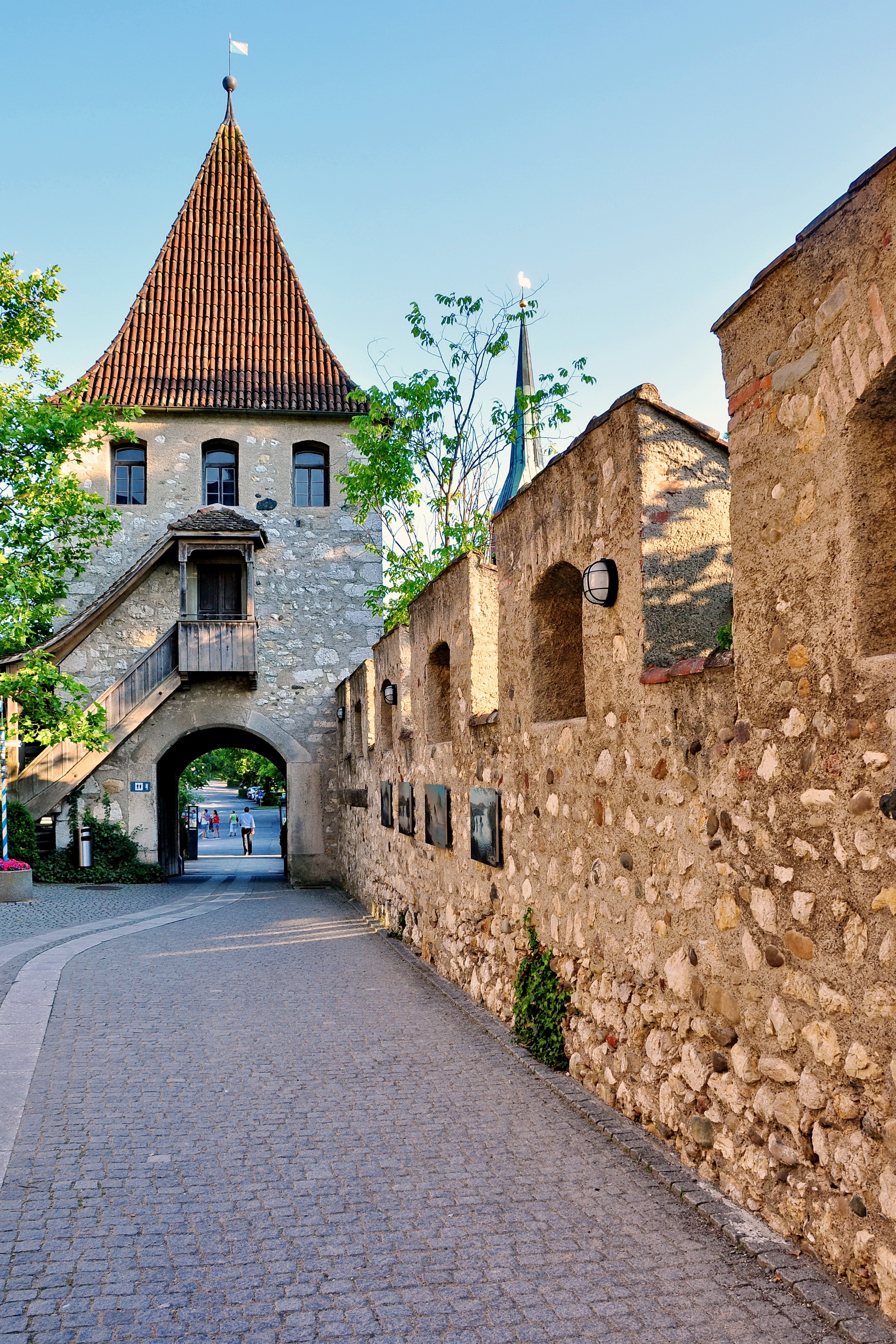
Главные ворота замка
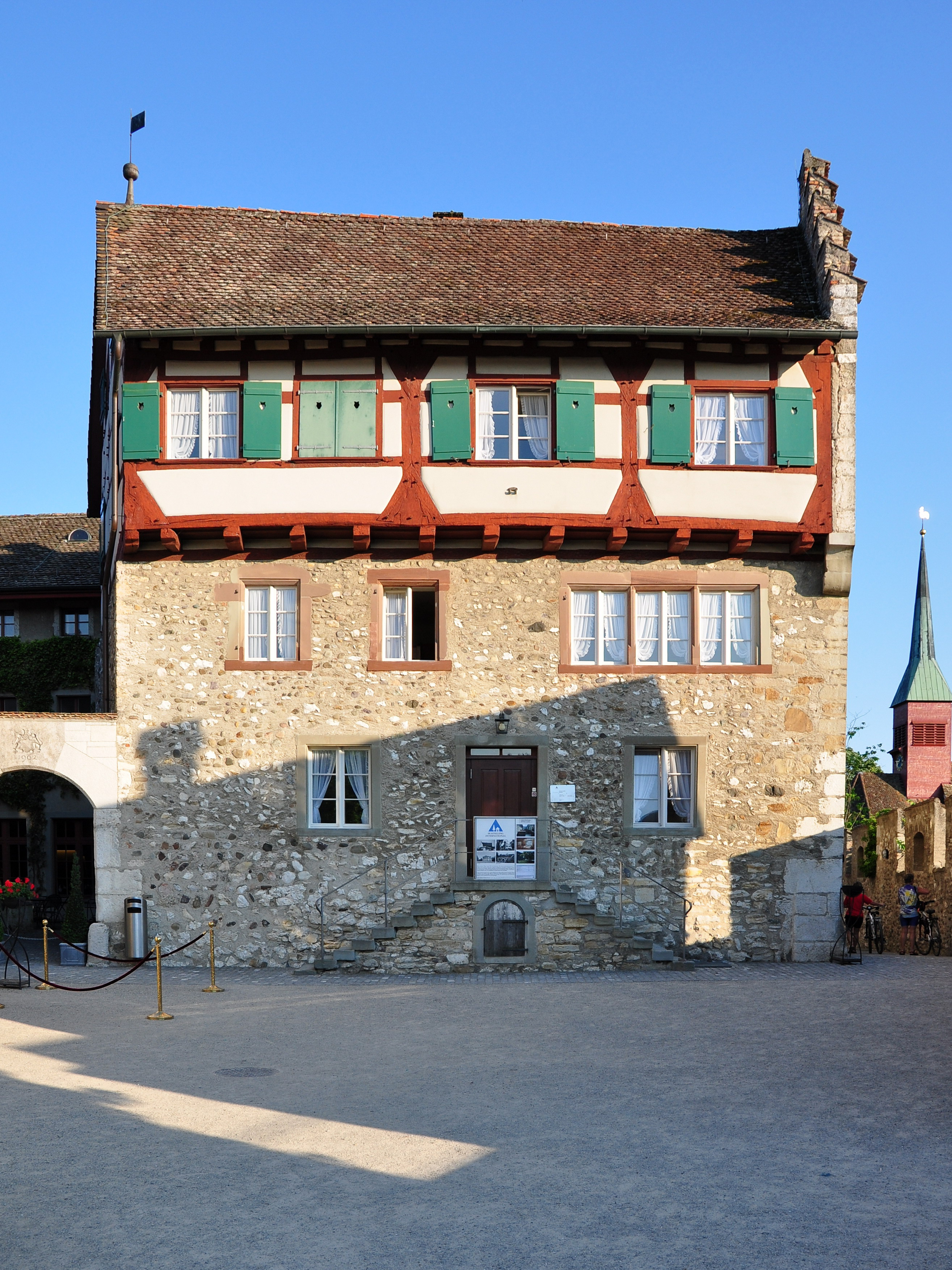
Внутренний двор замка